# Kanjut Sar I
Der Kanjut Sar I ist ein 7760 m hoher Berg im Karakorum. Er gehört zum Hispar Muztagh, einem Teil der Karakorum-Hauptkette in der pakistanischen autonomen Region Gilgit-Baltistan.

## Lage
Der Kanjut Sar I liegt im östlichen Teil des Hispar Muztagh nördlich des Hispar-Gletschers und südlich des Shimshal-Tals. Unter seiner Westwand nährt sich der nordöstliche Yutmarugletscher, der sich mit weiteren Gletschern der Umgebung zum Yutmarugletscher vereint und nach Süden zum Hispar-Gletscher fließt. Die Südwand ist das Nährgebiet des Khani-Basa-Gletscher, der ebenfalls in den Hispar mündet. Der Nordnordostgrat des Kanjut Sar läuft Richtung Shimshal-Tal aus und trennt den Yukshin-Gardan-Gletscher, der sich in der Nordwand des Kanjut Sar nährt, vom Khurdopingletscher, der noch die Ostseite des Berges flankiert. Nördliche Nachbarn sind die Berge Yutmaru Sar und Yukshin Gardan Sar, im Westen, jenseits des Yutmarugletschers, liegen Pumari Chhish und Kunyang Chhish.
Im Südosten, zwischen Khani-Basi- und Khurdopingletscher, liegt der 6831 m hohe Kanjut Sar II. Er ragt zwar in Verlängerung des Südostgrates des Kanjut Sar I auf, aber aufgrund eines 5800 m hohen Sattels zwischen den beiden Bergen und einer daraus resultierenden Schartenhöhe von 1031 Metern gilt der Kanjut Sar II als eigenständiger Berg.

## Besteigungsgeschichte
Der Kanjut Sar I wurde am 19. Juli 1959 durch Camillo Pellissier, Mitglied einer italienischen Mannschaft unter der Leitung von Guido Monzino, von der Südseite her erstbestiegen. Einer japanischen Expedition gelang 1981 die Erstdurchsteigung der Westwand. Nachdem drei Hochlager eingerichtet waren, konnten drei Seilschaften am 4., 5. und 6. August den Gipfel erreichen.